# Ứng Hòa (huyện)
Ứng Hòa là một huyện ngoại thành nằm ở phía nam thành phố Hà Nội, Việt Nam.

## Địa lý
Huyện Ứng Hoà nằm ở phía nam thủ đô Hà Nội, có địa giới hành chính:
- Phía bắc giáp huyện Chương Mỹ và huyện Thanh Oai
- Phía nam giáp thị xã Kim Bảng, tỉnh Hà Nam
- Phía tây giáp huyện Mỹ Đức với ranh giới là Sông Đáy
- Phía đông giáp huyện Phú Xuyên và thị xã Duy Tiên, tỉnh Hà Nam.

Dân số năm 2017 là 204.800 người. 2,2% dân số theo đạo Thiên Chúa.

## Lịch sử và tên gọi
Huyện Ứng Hòa nguyên là phủ Ứng Thiên đời nhà Lê thuộc trấn Sơn Nam.
Năm Gia Long thứ 13 (năm 1814) phủ Ứng Thiên đổi tên là phủ Ứng Hòa.
Năm Minh Mạng thứ 12 (năm 1831), khi tỉnh Hà Nội được thành lập, Ứng Hòa là một trong bốn phủ của tỉnh Hà Nội. Phủ Ứng Hòa gồm các huyện Sơn Minh sau đổi thành Sơn Lãng, Chương Đức (sau đổi thành Chương Mỹ), Thanh Oai và Hoài An.
Năm 1888, khi tỉnh Hà Đông được thành lập, phủ Ứng Hòa thuộc tỉnh Hà Đông.
Năm 1891, thành lập phủ Mỹ Đức thuộc tỉnh Hà Đông, bao gồm huyện Yên Đức, Chương Mỹ và Sơn Lãng.
Sau Cách mạng tháng Tám thành công, huyện Sơn Lãng đổi tên là huyện Ứng Hòa, huyện Yên Đức đổi tên là huyện Mỹ Đức.
Ngày 21 tháng 4 năm 1965, tỉnh Hà Tây được thành lập theo Nghị quyết của ủy ban Thường vụ Quốc hội, trên cơ sở hợp nhất hai tỉnh Sơn Tây và Hà Đông.
Theo đó, huyện Ứng Hòa thuộc tỉnh Hà Tây gồm thị trấn Vân Đình và 29 xã là Cao Thành, Đại Cường, Đại Hùng, Đội Bình, Đông Lỗ, Đồng Tiến, Đồng Tân, Hòa Lâm, Hòa Nam, Hòa Phú, Hoa Sơn, Hòa Xá, Hồng Quang, Kim Đường, Liên Bạt, Lưu Hoàng, Minh Đức, Phù Lưu, Phương Tú, Quảng Phú Cầu, Sơn Công, Tân Phương, Tảo Dương Văn, Trầm Lộng, Trung Tú, Trường Thịnh, Vạn Thái, Viên An, Viên Nội.
Ngày 27 tháng 12 năm 1975, kỳ họp thứ hai Quốc hội khóa 5 thông qua Nghị quyết hợp nhất hai tỉnh Hà Tây và Hòa Bình thành tỉnh Hà Sơn Bình. Theo đó, huyện Ứng Hòa thuộc tỉnh Hà Sơn Bình.
Ngày 12 tháng 8 năm 1991, kỳ họp thứ chín Quốc hội khóa 8 thông qua Nghị quyết chia tỉnh Hà Sơn Bình thành hai tỉnh Hòa Bình và Hà Tây. Theo đó, huyện Ứng Hòa thuộc tỉnh Hà Tây.
Ngày 23 tháng 9 năm 2003, Chính phủ ra Nghị định số 107/2003/NĐ-CP điều chỉnh địa giới hành chính mở rộng thị trấn Vân Đình thuộc huyện Ứng Hòa. Theo đó, sáp nhập toàn bộ diện tích tự nhiên và nhân khẩu của xã Tân Phương và một phần diện tích và dân số các xã Liên Bạt, Phương Tú, Vạn Thái vào thị trấn Vân Đình.
Sau khi điều chỉnh, huyện Ứng Hòa gồm 29 đơn vị hành chính gồm thị trấn Vân Đình và 28 xã: Cao Thành, Đại Cường, Đại Hùng, Đội Bình, Đông Lỗ, Đồng Tiến, Đồng Tân, Hoa Sơn, Hòa Lâm, Hòa Nam, Hòa Phú, Hòa Xá, Hồng Quang, Kim Đường, Liên Bạt, Lưu Hoàng, Minh Đức, Phù Lưu, Phương Tú, Quảng Phú Cầu, Sơn Công, Tảo Dương Văn, Trầm Lộng, Trung Tú, Trường Thịnh, Vạn Thái, Viên An, Viên Nội.
Từ ngày 1 tháng 8 năm 2008, giải thể tỉnh Hà Tây theo Nghị quyết của kỳ họp thứ ba Quốc hội khóa 12 ngày 29 tháng 5 năm 2008. Theo đó, huyện Ứng Hòa thuộc thành phố Hà Nội.
Ngày 1 tháng 1 năm 2025, sáp nhập ba xã Viên Nội, Viên An và Hoa Sơn thành xã Hoa Viên; sáp nhập ba xã Cao Thành, Sơn Công, Đồng Tiến thành xã Cao Sơn Tiến; sáp nhập ba xã Hòa Xá, Vạn Thái và Hòa Nam thành xã Thái Hòa; sáp nhập ba xã Lưu Hoàng, Hồng Quang và Đội Bình thành xã Bình Lưu Quang; sáp nhập xã Hòa Lâm vào xã Trầm Lộng.
Huyện Ứng Hòa có 1 thị trấn và 19 xã như hiện nay.

## Hành chính

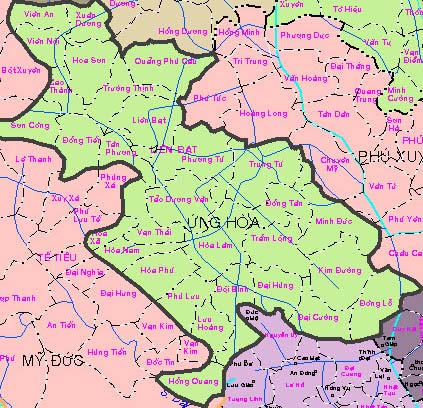
Bản đồ hành chính huyện Ứng Hòa

Huyện Ứng Hòa có 20 đơn vị hành chính cấp xã trực thuộc, bao gồm thị trấn Vân Đình (huyện lỵ) và 19 xã: Bình Lưu Quang, Cao Sơn Tiến, Đại Cường, Đại Hùng, Đông Lỗ, Đồng Tân, Hoa Viên, Hòa Phú, Kim Đường, Liên Bạt, Minh Đức, Phù Lưu, Phương Tú, Quảng Phú Cầu, Tảo Dương Văn, Thái Hòa, Trầm Lộng, Trung Tú, Trường Thịnh.

## Đặc điểm địa hình
Nhìn chung, địa hình của Ứng Hòa tương đối bằng phẳng Sông Đáy là phân giới tự nhiên phía tây của huyện, đồng thời cũng là giao tuyến phân chia địa hình núi đá vôi với đồng bằng chiêm trũng. Hồng Quang thì có một thôn nằm trong vùng địa hình núi đá vôi.
Ứng Hòa có hệ thống thủy lợi tương đối hoàn chỉnh tưới tiêu cho hầu hết diện tích sản xuất nông nghiệp của huyện. Nguồn nước được lấy từ hai con sông chảy qua huyện là sông Đáy và sông Nhuệ. Tuy nhiên, mấy năm gần đây 2 sông này đã bị ô nhiễm nguồn nước do các công trình công nghiệp thải trực tiếp ra sông, đặc biệt là sông Nhuệ.
Giao thông,Du lịch và Tượng Đài lịch sử là tới cầu rục KTXH Bắc Nam từ Phúc Thọ nghề khảm trai Cao Xá Khu Cháy anh hùng vẫn còn lưu giữ những hiện vật của giai đoạn gian khổ đó.

## Thời tiết - Khí hậu
- Khí hậu: Có đủ 4 mùa là Xuân, Hạ (Hè), Thu, Đông.
- Lượng mưa trung bình hàng năm: 1.900 mm.
- Nhiệt độ trung bình: 23,3 °C, chênh lệch khá cao giữa các mùa (nhiệt độ trung bình tháng cao nhất là tháng 7 và thấp nhất là tháng 1 với biên độ dao động tới 13°C). Mùa hè lên tới 36-37 °C, mùa đông xuống tới 9-10 °C.
- Số giờ nắng trung bình năm: 1.600 giờ.
- Độ ẩm tương đối trung bình: 75-90%.

## Trường trung học phổ thông
Ứng Hòa có 6 trường Trung học phổ thông là:
- Trường Trung học phổ thông Ứng Hòa A
- Trường Trung học phổ thông Ứng Hòa B
- Trường Trung học phổ thông Trần Đăng Ninh
- Trường Trung học phổ thông Lưu Hoàng
- Trường Trung học phổ thông Đại Cường
- Trường Trung học phổ thông dân lập Nguyễn Thượng Hiền.
- Trung tâm GDNN-GDTX huyện Ứng Hòa

## Danh nhân
- Nguyễn Thượng Hiền
- Nguyễn Thị Sen, Tứ phi Hoàng hậu nhà Đinh, được hậu thế suy tôn là bà tổ nghề may.
- Nguyễn Danh Thế - Đỗ Tiến sĩ năm 1595, từng giữ chức Tham Tụng (tương đương Thủ tướng Chính phủ ngày nay), Đã hai lân đi sứ sang Trung Quốc.
- Dương Khuê
- Dương Lâm
- Bùi Bằng Đoàn
- Trần Đăng Ninh
- Thượng tướng Hoàng Cầm, (1920-2013)
- Đỗ Quang Trung
- Dương Thiệu Tước
- Ngô Huy Cẩn
- Nguyễn Văn Lộc  sinh năm 1914 tại Ứng Hòa, Hà Tây cũ - mất năm 1979 tại Hà Nội là nhà cách mạng Việt Nam, Ủy viên Dự khuyết Ban Chấp hành Trung ương Đảng Cộng sản Việt Nam, Bộ trưởng Bộ Nông nghiệp, Chủ nhiệm Ủy ban Thanh tra của Chính phủ.
- Bùi Huy Bổng, sinh 1927, Thiếu tướng, nguyên Phó Trưởng đoàn Quân tình nguyện VN tại Lào.
- Ngô Bảo Châu
- Nhà thơ Nguyễn Quang Thiều
- Đặng Ngọc Huy, Phó Bí thư Thường trực Tỉnh ủy Quảng Ngãi
- Trịnh Tố Tâm Anh Hùng Lực Lượng Vũ Trang Nhân Dân.

## Tình hình kinh tế-xã hội
Về kinh tế: Là huyện thuần nông, điểm xuất phát thấp, thời gian gần đây, huyện Ứng Hòa đã tập trung chuyển đổi cơ cấu kinh tế, nâng cao hiệu quả sản xuất nông nghiệp kết hợp với khôi phục ngành nghề truyền thống và phát triển nghề mới, nên năm 2009 tổng giá trị sản xuất của huyện đạt 905,6 tỷ đồng, vượt 2,7% so với kế hoạch. Tốc độ tăng trưởng đạt 11,2%. Số hộ đói nghèo đã giảm được 1.152 hộ (giảm 2,63% so với năm 2008).
Về nông nghiệp: Ứng Hòa đã tập trung chỉ đạo nhân rộng các mô hình nông nghiệp giá trị kinh tế cao nhằm phát huy tối đa hiệu quả giá trị sử dụng đất ở địa phương. Đẩy mạnh chương trình chuyển đổi cơ cấu vật nuôi, cây trồng, theo các mô hình chuyên canh, đa canh, nuôi thủy sản (lúa + cá + vịt). Hiện tại, tổng đàn gia súc, gia cầm của huyện duy trì khoảng gần 900.000 con.
Đặc biệt, để thực hiện có hiệu quả chương trình phát triển sản xuất nông nghiệp hàng hóa, huyện đã quy hoạch 12 điểm với 635ha diện tích trồng rau an toàn tập trung tại các xã ven sông Đáy.
Cùng với chăn nuôi gia súc, gia cầm, một mũi nhọn khác của Ứng Hòa là nuôi trồng thủy sản. Năng suất thủy sản trung bình đạt từ 6,2-6,5 tấn cá/ha/năm; cho thu nhập từ 75-85 triệu đồng/ha/năm; cao gấp 2,5 đến 3 lần so với cấy lúa. Nhiều hộ đầu tư vốn lớn cho thu nhập lên tới 100-120 triệu đồng/ha/năm.
Về công nghiệp: Năm 2009, giá trị sản xuất công nghiệp-tiểu thủ công nghiệp tăng 12,9% so với cùng kỳ năm 2008.
Về thương mại-dịch vụ: Năm 2009, giá trị thương mại dịch vụ tăng 17,4% so với cùng kỳ năm 2008. Huyện đã huy động mọi nguồn vốn đầu tư để xây dựng và nâng cấp một số chợ xã. Phấn đấu năm 2010, đưa chợ đầu mối nông sản thuộc trung tâm thương mại thị trấn Vân Đình vào khai thác hoạt động kinh doanh đồng thời đa dạng hóa các loại hình dịch vụ.
Về đầu tư xây dựng cơ sở hạ tầng: Huyện đã triển khai 87 dự án đầu tư xây dựng cơ bản với tổng vốn trên 550 tỷ đồng. Đến nay đã có năm dự án hoàn thành. Hiện nay, 100% số thôn trong huyện đã có điện phục vụ sản xuất và sinh hoạt. 837,8 km đường giao thông khu vực huyện lỵ đã được trải nhựa, tạo điều kiện cho nhân dân giao lưu kinh tế, phát triển sản xuất và phục vụ đời sống. Dự án đường trục phía nam Hà Nội đi xuyên qua huyện tạo điều kiện thuận lợi phát triển kinh tế.
Về làng nghề: Ứng Hòa có một số các làng nghề truyền thống như làng may Trạch Xá thuộc xã Hòa Lâm, làng bún Bặt thuộc xã Liên Bạt, làng đàn Đào Xá thuộc xã Đông Lỗ, làng nghề khảm trai Cao Xá thuộc xã Trung Tú.
Về giáo dục: Toàn huyện có 15/29 trường đạt chuẩn quốc gia.
Về y tế: Toàn huyện có 13/29 trạm y tế xã đạt chuẩn và có bác sĩ phục vụ, chăm sóc sức khỏe cho nhân dân.
Di tích và danh lam thắng cảnh
Huyện Ứng Hòa có nhiều danh thắng nổi tiếng như Đền Bách Linh, Đình chùa Tử Dương, Đình Hoàng Xá, Đình Đông Lỗ, Đền Thái Bình, Đền Đức Thánh Cả, khu Cháy với Bảo tàng và Tượng đài lịch sử lưu giữ nhiều hiện vật của thời kháng chiến chống Pháp.

## Di tích lịch sử
Điều đặc biệt ở Ứng Hòa là có nhiều di tích lịch sử văn hóa lâu đời và nổi bật hơn cả là hệ thống các di tích về thời Đinh, thờ Đinh Bộ Lĩnh và các vị tướng có công đánh dẹp loạn 12 sứ quân. Tiêu biểu như: 
- Đình Trạch Xá và Đền Tổ nghề may ở xã Trâm Lộng thờ Tứ phi Hoàng hậu Nguyễn Thị Sen, là người có công phát triển truyền dạy nghề may trong cung đình Hoa Lư nên được hậu thế tôn vinh là Bà tổ nghề may.
- Đền Bách Linh ở xã Thái Hòa thờ Đinh Tiên Hoàng Đế cùng bài vị 99 vị thần của 2 huyện Mỹ Đức và Ứng Hòa. Đền Bách Linh có vai trò như một đền Hàng Tổng, có từ thời Đinh.
- Đền Phù Lưu ở xã Phù Lưu thờ Không Bảng đaị vương triều Đinh, có công giúp Vua Đinh Tiên Hoàng đánh dẹp loạn 12 sứ quân.
- Đền Không Thần ở xã Bình Lưu Quang thờ Cao Quang Vương, vị tướng nhà Đinh có công giúp Vua dẹp loạn 12 sứ quân, lập ra nhà nước Đại Cồ Việt. Thời 12 sứ quân, Một đồn binh của Đinh Bộ Lĩnh đã đóng tại Kẻ Hóp (Ngoại Hoàng). Sau khi tướng lĩnh hy sinh người dân làng Ngoại Hoàng đã thờ ông là Thành Hoàng làng.
- Đình Quảng Nguyên ở xã Quảng Phú Cầu thờ Đống Củ Đại vương, là tướng tài danh của Đinh Tiên Hoàng Đế.[7] Đình Quảng Nguyên là di tích lịch sử văn hóa nổi tiếng về giá trị lịch sử và kiến trúc nghệ thuật.
- Đình Thanh Dương ở xã Cao Sơn Tiến, Ứng Hòa, Hà Nội thờ Vua Lê Đại Hành và các hoàng tử con vua có từ Thời Lý
- Đình Động Phí ở xã Phương Tú thờ Bạch Tượng, vị tướng tham gia dẹp loạn 12 sứ quân. Thần tích, thần phả ở đình làng Động Phí cho biết Đinh Điền, Nguyễn Bặc có về đây thu nạp lực lượng Bạch Tượng gồm 500 quân lính.
- Đình Ngọc Động ở xã Phương Tú Thờ Bạch Địa, tướng nhà Đinh tham gia dẹp loạn 12 sứ quân
- Đình Nguyễn Xá ở xã Phương Tú Thờ Đô Đài, tướng nhà Đinh tham gia dẹp loạn 12 sứ quân
- Đình Hòa Xá ở xã Thái Hòa thờ Nguyễn Đức Chính là vị tướng có công dẹp loạn 12 sứ quân, đã được Đinh Tiên Hoàng phong làm tả đạo Tướng quân.
- Đền Vân Đình ở thị trấn Vân Đình, Ứng Hòa [8]
- Đình Thượng ở thị trấn Vân Đình thờ người anh cả trong ba anh em trai người trang Vân Đình đã mộ binh theo Đinh Bộ Lĩnh dẹp loạn 12 sứ quân. Làng Vân Đình hình thành từ thời Đinh, với tên gọi ban đầu là Kẻ Đinh, sau tránh họ Vua đổi san Kẻ Đình.
- Đình Nhì ở Vân Đình thờ người thứ hai trong ba anh em trai trang Vân Đình đã mộ binh theo Đinh Bộ Lĩnh dẹp loạn 12 sứ quân.
- Đình Ba ở Vân Đình thờ người em út trong ba anh em trai trang Vân Đình, có tên hiệu Mộc Hoàn Cư Sĩ đã mộ binh theo Đinh Bộ Lĩnh dẹp loạn 12 sứ quân.
- Đình Thanh Ấm ở Vân Đình thờ Minh Phúc Đại Vương đã đi theo Đinh Bộ Lĩnh dẹp loạn 12 sứ quân.
- Quán Lục Sĩ ở Vân Đình thờ Minh Phúc Đại Vương và võ sư Trương Ma Ni theo Đinh Bộ Lĩnh đánh dẹp 12 sứ quân. Trương Ma Ni có con trai Trương Quán Sơn là phò mã nhà Đinh.
- Đền Thánh Cả ở xã Bình Lưu Quang [9] cho biết khi Đinh Bộ Lĩnh dẹp loạn 12 sứ quân đã đến làng Hữu Vĩnh hạ trại làm lễ cầu nguyện được Thần báo mộng âm phù giúp ông dẹp giặc. Sáng hôm sau, Vua chọn 12 thanh niên trai tráng của làng Hữu Vĩnh xung vào đội quân. Từ đó đánh đến đâu thắng đến đấy. Nhà vua sắc phong "Thượng đẳng thần" cùng mỹ tự. Ngày 11 tháng giêng hàng năm, nhà vua xa giá về đây hành lễ. Từ đó, ngày 10, 11, 12 tháng giêng trở thành ngày hội lớn của nhân dân địa phương. Kỳ lễ tế vua Đinh, tưởng niệm vua Đinh hiện nay được đân làng tổ chức tế lễ 1 ngày (đầu tháng 2).
- Đình Phí Trạch ở xã Phương Tú thờ sứ quân Ngô Xương Xí.

## Làng nghề
Ứng Hòa cùng với nhiều huyện giáp ranh Hà Nội của Vĩnh Phúc, Bắc Ninh, Hưng Yên,... là cái nôi của làng nghề. Các làng nghề truyền thống thủ công xưa và làng nghề mới trên mảnh đất trăm nghề này như:
- Làm đàn thôn Đào Xá (Đông Lỗ)
- Mây tre đan Đống Vũ (Trường Thịnh)
- Làm giày da thôn Thần (Minh Đức)
- Vịt quay, vịt cỏ đặc sản Vân Đình
- May áo dài Trạch Xá (Trầm Lộng)
- Giết mổ buôn bán thịt lợn Miêng Thượng (Hoa Viên)
- Khảm trai Cao Xá (Trung Tú)
- Bông vải sợi Trung Thượng (Đại Hùng)
- Mây tre đan Trần Đăng (Hoa Viên)
- Chẻ tăm hương, làm hương ở 2 thôn Phú Lương Hà và Phú Lương Thượng (Quảng Phú Cầu)
- Phế liệu, hương Xà Cầu (Quảng Phú Cầu)
- Mây tre đan cỏ guột Phí Trạch (Phương Tú)
- Nghề rèn thôn Vũ Ngoại (Liên Bạt)
- Nghề may màn ở Thái Hòa
- Nghề làm bún ở làng Bặt (Liên Bạt).

## Hạ tầng
Các tuyến xe buýt đi qua và đi từ địa bàn huyện Ứng Hòa: 101A (Bến xe Giáp Bát - Vân Đình), 101B (Bến xe Giáp Bát - Đại Cường (Ứng Hòa)), 102 (Bến xe Yên Nghĩa - Vân Đình), 103A (Bến xe Mỹ Đình - Hương Sơn), 103B (Bến xe Mỹ Đình - Hồng Quang - Hương Sơn), 115 (Vân Đình - Xuân Mai), 125 (Bến xe Thường Tín - Tế Tiêu).